# Anthony Higgins
Anthony Higgins (født 9. maj 1947 i Northampton i England) er en engelsk skuespiller. Han er kendt som Paul Paxton i Dracula får blod på tanden fra (1970), og som Major Gobler i 
Jagten på den forsvundne skat fra (1981).